# 昂平路
昂平路（英語：Ngong Ping Road）位於香港大嶼山西南部，是大嶼山連結深屈道與昂坪的道路。

## 歷史
1962年8月，通往昂坪的道路工程完工，但由於斜度甚大，初期不開放普通車輛進入。1972年12月，昂平路改善工程動工，以減少駕駛人士所遇到的危險。1985年9月，昂平路再度施工擴闊路面。

## 交匯道路
- 深屈道
- 寶昂路
- 蓮坪路